# Pál Titkos
Pál Titkos (Kelenvölgy, 8 gennaio 1908 – Budapest, 8 ottobre 1988) è stato un calciatore e allenatore di calcio ungherese, di ruolo attaccante. Con la nazionale ungherese fu vicecampione del mondo nel 1938.
Da allenatore ha guidato la nazionale egiziana portandola al successo continentale nel 1959.

## Palmarès

### Giocatore

#### Competizioni nazionali
- Campionato ungherese: 2

MTK Budapest: 1935-1936, 1936-1937
- Coppa d'Ungheria: 1

MTK Budapest: 1931-1932